# Шулаевка
Шулаевка — деревня в Любинском районе Омской области. В составе Пролетарского сельского поселения.

## География
Населённый пункт находится на юго-западе центральной части Омской области, в лесостепной зоне, в пределах Ишимской равнины.

## История
Основана в 1726 г.
К 1928 г. центр Шулаевского сельсовета Любинского района Омского округа Сибирского края.

## Население
| 2010 |
| ---- |
| 75   |

### Национальный состав
В 1928 г. основное население — русские.
Согласно результатам переписи 2002 года, в национальной структуре населения русские составляли 79 % из 158 чел.

## Инфраструктура
Личное подсобное хозяйство.
В 1928 г. состояла из 211 хозяйств.